# Mangaturuturu (rivière)
La rivière Mangaturuturu  (en anglais : Mangaturuturu River) est un cours d’eau du centre de l’île du Nord de la Nouvelle-Zélande.

## Géographie
C’est l’une de sources de la rivière Manganui o te Ao. Elle s’écoule vers l’ouest à partir des pentes du Mont Ruapehu, se joignant avec de nombreuses autres petites rivières pour former la rivière « Manganui o Te Ao » à 20 km au  nord-ouest de la ville d'Ohakune .